# The Cobbler
The Cobbler er en amerikansk stumfilm fra 1923 af Tom McNamara.

## Medvirkende
- Jackie Condon som Jackie
- Mickey Daniels som Mickey
- Jack Davis som Jack
- Allen Hoskins som Farina
- Ernie Morrison som Ernie